# Feed the Streets Part 3
Feed the Streets – mixtape amerykańskiego rapera Memphisa Bleeka. Wydany w 2008.

## Lista utworów
| #  | Tytuł                             | Czas |
| -- | --------------------------------- | ---- |
| 1  | "Pain in da Ass Intro"            | 0:59 |
| 2  | "GOD Freestyle"                   | 0:59 |
| 3  | "Pain Skit"                       | 0:01 |
| 4  | "Speedin"                         | 1:21 |
| 5  | "Doing Me"                        | 2:16 |
| 6  | "Cash Flow"                       | 1:17 |
| 7  | "Fuck With Me"                    | 1:00 |
| 8  | "Do My Thing"                     | 1:54 |
| 9  | "Gettn Money (Exclusive)"         | 2:29 |
| 10 | "Pain Skit"                       | 0:22 |
| 11 | "My Life"                         | 2:0  |
| 12 | "White Girl"                      | 1:45 |
| 13 | "Imma Hug"                        | 1:00 |
| 14 | "Im The Undersboss"               | 1:06 |
| 15 | "Gotta Come Up" feat. Uncle Murda | 3:14 |
| 16 | "Get Rite 2 It"                   | 2:05 |
| 17 | "Leather So Soft"                 | 2:02 |
| 18 | "The Game Dont Wait"              | 2:03 |
| 19 | "Get a Couple"                    | 1:55 |
| 20 | "Smoke Wit Me"                    | 1:17 |
| 21 | "Pain Skit"                       |      |
| 22 | "New Day"                         | 1:23 |
| 23 | "GetLow Outro"                    |      |